# Операція «Союзницький постачальник»
Операція «Союзницький постачальник» (англ. Allied Provider) — перша військово-морська операція НАТО по боротьбі з піратством біля берегів Сомалі та в Аденській затоці, котра проводилась з жовтня по грудень 2008 року, для стримання та недопущення піратських атак і дій в даному регіоні.

## Передумови
Істотне збільшення піратських атак біля берегів Сомалі, що були спрямовані на різноманітні судна: від стратегічно важливих морських кораблів і перевізників, до курортних яхт і лайнерів. Однак головним об'єктом піратських нападів, є зафрахтовані судна ООН з вантажами Всесвітньої продовольчої програми (ВВП) і гуманітарною допомогою для Африканських країн, зокрема для Сомалі. У зв'язку з цим було вирішено приставити до цих кораблів охорону, у вигляді військово-морських суден інших держав, які зможуть захищати і супроводжувати судна в Аденській затоці і біля берегів Сомалі. Такими державами стали: Франція, Данія, Нідерланди, а також Канада. Але 27 вересня 2008 минув термін угоди, за якою корабель ВМС Канади супроводжував судна з гуманітарними вантажами ВПП. Тому основним приводом до залучення такої міжнародної організації як НАТО до цієї серйозної проблеми стало те, що ВПП знову звернулося за допомогою до держав, і ООН було потрібно знайти нових представників, хто б міг не менш успішно продовжити місію, проведену суднами Канади. Таким умовам повністю задовольняла організація НАТО, яка відповіла згодою на звернення Генерального секретаря ООН Пан Гі-Муна 25 вересня 2008.

## Основні цілі та задачі операції
Спочатку операція планувалася, як тимчасова. Головною метою операції «Союзницький постачальник» проголошувалося забезпечення безпеки суден Всесвітньої продовольчої програми. Саме тому основними завданнями для морських сил НАТО, що виконують операцію, було супроводжувати судна з вантажами ВПП, а також патрулювати води в районі Сомалі. При супроводі суден ВПП і патрулюванні шляхів, на яких торгові судна піддаються найбільшій небезпеці злочинних нападів з боку піратів та інших злочинних угрупувань, кораблі НАТО могли застосовувати силу згідно з санкціонованими правилами застосування сили та відповідними положеннями міжнародного та державного права. Таким чином, НАТО проводила свою операцію, сприяючи виконанню резолюцій Ради Безпеки ООН (1814, 1816 і 1838). НАТО забезпечила потенціал у боротьбі з піратством, координуючи свої дії з іншими міжнародними структурами і країнами, включаючи Європейський Союз. За час проведення своєї першої операції «Союзницький постачальник» НАТО супроводжував судна ООН у восьми окремих випадках і допоміг здійснити безпечне постачання понад 30 тисяч метричних тонн гуманітарної допомоги для Сомалі. Успішно завершивши свою місію, 14 грудня 2008 НАТО передала «естафету» новій операції ЄС у боротьбі з піратством "Аталанта ".

## Склад ВМС для операції
Для проведення операції була обрана СНМГ-2, що мала у собі сім кораблів від Німеччини, Греції, Італії, Туреччини, Об'єднаного Королівства та Сполучених Штатів. Однак, коли операцію було розпочато, тільки три судна були обрані для здійснення місії: від Італії, Греції і Великої Британії:
- «Дуранд де ла Пєне» (флагман, есмінець D560 ВМС Італії)
- «Фемістоклес» (фрегат F465 ВМС Греції)
- «Камберленд» (фрегат F85 ВМС Великої Британії)